# René Bottlang
René Bottlang (* 1. Mai 1953 in St. Gallen) ist ein Schweizer Jazz-Pianist und Komponist.
Bottlang studierte am Konservatorium in Lausanne und an der Swiss Jazz School in Bern. Mitte der 1970er Jahre gastierte er mit seinem Orchestre à musiques auf mehreren Jazzfestivals, darunter in Paris, Moers und Zürich. Daneben tourte er auch mit seiner Gruppe Madame Schwab. 1977 zog er nach Paris und arbeitete als Pianist wie als Komponist mit Musikern der französischen Jazzszene. Seit 1978 lebte er in Südfrankreich. Ab 1980 konzertierte er solistisch (zwischen 1980 und 2002 drei Solo-Alben), spielte aber auch im Duo mit Michel Gaudry und mit François Jeanneau. 1983 trat er im Trio mit André Jaume und Bruno Chevillon auf dem Jazzfestival in Zürich auf. 1987 spielte er in Lausanne mit dem Pianisten Mal Waldron im Duo. In den folgenden Jahren arbeitete er auch mit Barre Phillips, Christian Lété, Chris Biscoe, Steve Lacy und Jean Querlier. 1991 war er einer der Mitgründer des Quartetts TBMT, das sowohl Piano als auch Schlagzeug doppelt besetzte. Mit seinem Quintett und Phil Minton als Gastsolist entstand 1994 das Album Hommage à Boby Lapointe. 1995 zog er vorübergehend nach Wien, was Auftritte mit Franz Koglmann und eine vermehrte Präsenz in Osteuropa beförderte. 1997 reiste er länger in die Mongolei und beschäftigte sich mit der dortigen traditionellen Musik. In der Folge kam es zu Crossover-Projekten.
Als Komponist schuf er u. a. Auftragsarbeiten für Festivals, Medien und für das Berliner Konzerthaus am Gendarmenmarkt, schrieb Solokonzerte und Duoarbeiten. 

## Diskographische Hinweise
- The Lausanne Concert (Planisphere, 1987) mit Mal Waldron
- In the Moment (CELP 1989, mit Charlie Haden)
- Hommage à Boby Lapointe - Rene Bottlang Quintet & Phil Minton (Fresh Sound Records, 1994, mit Chris Biscoe, Claude Tchamitchian und Youval Micenmacher)
- Rene Bottlang & Seguro: Trilongo (Harmo, 2005)
- René Bottlang/Thierry Querlier: Voyages Divers (Elephant)
- René Bottlang, Oliver Lake, Vic Juris, Andy McKee und Billy Hart: Autumn in New York (2014)